# Wohlenschwil
Wohlenschwil es una comuna suiza del cantón de Argovia, situada en el distrito de Baden. Limita al norte con las comunas de Birrhard y Birmenstorf, al este con Mellingen, al sureste con Tägerig, al suroeste con Hägglingen, y al oeste con Mägenwil.